# Strenquels
Strenquels (okzitanisch: Estrinquèls) ist eine französische Gemeinde mit 264 Einwohnern (Stand: 1. Januar 2022) im Département Lot in der Region Okzitanien. Sie gehört zum Arrondissement Gourdon und zum Kanton Martel. Die Einwohner werden Strenquelois genannt.

## Lage
Die Gemeinde Strenquels liegt im Norden des Quercy, 23 Kilometer südsüdöstlich von Brive-la-Gaillarde. Umgeben wird Strenquels von den Nachbargemeinden Les Quatre-Routes-du-Lot im Norden, Condat im Nordosten, Saint-Michel-de-Bannières im Osten, Saint-Denis-lès-Martel im Südosten, Martel im Süden sowie Cazillac im Westen und Nordwesten.

## Bevölkerungsentwicklung
| Jahr                       | 1962 | 1968 | 1975 | 1982 | 1990 | 1999 | 2006 | 2012 | 2022 |
| Einwohner                  | 283  | 279  | 259  | 222  | 207  | 222  | 257  | 266  | 264  |
| Quellen: Cassini und INSEE |      |      |      |      |      |      |      |      |      |

## Sehenswürdigkeiten
- Kirche Saint-Blaise
- Schloss La Garrigue
- Schloss Langlade

## Persönlichkeiten
- Noël Bas (1877–1960), Turner